# Diecéze astypalaeajská
Diecéze Astypalæa je titulární diecéze římskokatolické církve.

## Historie
Astypalæa, odpovídající ostrovu Astypalaia, bylo starobylým biskupským sídlem v dnešním Řecku a sufragánnou arcidiecéze Rhodos.
V Oriens Christianus diecéze není zmíněna. Sídlo Stypalias je zmíněno v Notitia Episcopatuum z 10. století.
Dnes je využívána jako titulární biskupské sídlo; v současnosti je bez titulárního biskupa.

## Seznam titulárních biskupů
- 1952–1980 James Buis, M.H.M.